# До голе коже (филм)
До голе коже је британска комедија из 1997. у режији Питера Катанеа, са Робертом Карлајлом, Марком Адијем, Вилијамом Снејпом, Стивом Хајсоном, Томом Вилкинсоном, Полом Барбером и Хјугом Спиром у главним улогама. Сценарио је написао Сајмон Бофој.
Радња филма смештена је у Шефилд, град на северу Енглеске, током 1990-их, и говори о шесторице незапослених мушкараца, од којих су четири бивши радници челичане, који одлучују да оснују мушки стриптиз бар, како би зарадили новац и да би главни лик Газ могао да види свог сина. Газ изјављује да ће њихова емисија бити много боља од реномираних плесача Чипендејлса, јер ће ићи до the full monty - свући се до краја - одакле и наслов филма.
Иако је комедија, филм се такође дотиче озбиљних тема као што су незапосленост, права очева, депресија, импотенција, хомосексуалност, слика о телу, култура радничке класе и самоубиство.
До голе коже је остварио велики успех код критике по објављивању и међународни комерцијални успех, са зарадом од преко 250 долара милиона, док је снимљен са буџетом од само 3,5 милиона долара. Филм је имао највећу зараду на благајнама у Великој Британији док га није престигао Титаник. Освојио је награду БАФТА и европску филмску награду за најбољи филм, а номинован је за Оскара за најбољи филм, најбољу режију, најбољи оригинални сценарио и најбољу оригиналну музику за мјузикл или комедију, од чега је освојио Оскара за најбољу оригиналну музику за мјузикл или комедију.
Британски филмски институт уврстио је До голе коже на 25. место најбољег британског филма 20. столећа. Филм је адаптиран у мјузикл 2000. године, представу 2013. и потом телевизијску серију.
ТВ серија која наративно прати оригинални филм из 1997. године, снимљена у Шефилду и Манчестеру и околини 2022. и почетком 2023. године, објављена је 14. јуна 2023. на Disney+ у УК и Hulu у САД.

## Радња
У Шефилду у Енглеској влада незапосленост, јер су у локалној челичани уместо радника примат добиле машине. То баца у очај Газа, његовог пријатеља Дејва и бившег шефа Џералда. Незапосленост не угрожава само њихов животни стандард већ и њихово самопоуздање и самопоштовање. Газова жена сматра да он више није поуздан отац свом сину јер не може да плаћа алиментацију, Дејв заказује у кревету, Џералд се боји да призна  супрузи да је изгубио посао. Зато једног дана Газ смисли како ће стати на крај њиховим проблемима: формираће групу од 6 мушких плесача-стрипера, који би се у финалу своје тачке скинули до краја - до голе коже. Међутим, то изазива проблеме друге врсте.

## Глумачка подела
- Роберт Карлајл - Гери Газ Скофилд
- Mark Addy - Дејв Хорсфол
- Tom Wilkinson - Џералд Артур Купер
- Steve Huison as Lomper
- Paul Barber as Barrington "Horse" Mitchell
- Hugo Speer as Guy
- William Snape as Nathan Schofield
- Lesley Sharp as Jean Horsfall
- Emily Woof as Mandy
- Deirdre Costello as Linda Cooper
- Paul Butterworth as Barry
- Dave Hill as Alan
- Bruce Jones as Reg
- Andrew Livingston as Terry
- Vinny Dhillon as Sharon
- Kate Rutter as Dole Clerk

## Продукција
Channel 4 Films је платио писање сценарија, али је потом одбио да уложи било какав капитал у филм. Fox Searchlight јее на крају финансирао филм са скоро 3 милиона фунти.
Чувена сцена „Вруће ствари“, у којој ликови плешу у реду у Центру за запошљавање, првобитно је требало да буде избачена из финалне верзије јер је сматрано да је „превише нереална“.
Глумачка екипа се наводно сложила да ће свих њих шест заиста снимити full monty тачку на крају пред 50 статиста, под условом да морају да ураде само један тејк. Хјуго Спир је за The Guardian 2019. рекао: „Коначна сцена је била луда. Била је у веома хладном мушком радничком клубу, почевши око поднева. Дјевојке из шминке и костим знали су како се осећамо, па су нам давале чаше алкохола између тејкова. И статисти су прошверцовали пиће. Нису били свесни да ћемо ићи до краја – то је било промишљено од стране продуцената, тако да су на крају добили сасвим природну реакцију на крају."
Продукција и снимање су били веома изазовни, а Роберт Карлајл је тим поводом рекао рекао: „До голе коже је било тешко снимање, заиста. Ужас.”

### Локације
Филм је у потпуности сниман на локацији у Шефилду и околини у априлу 1996, изузев неколико локација снимљених у Ширбруку у Дербиширу.

### The Reel Monty
Уводна секвенца промотивног филма Шефилда из 1972. преузета је из City on the Move, филма који је наручио Питер Вигли, први Шефилдски службеник за публицитет, да убеди људе да је Шефилд центар за туризам и трговину. City on the Move су продуцирали и режирали Џим и Мари-Луиз Култар и приказао је модеран напредан град који се брзо развијао захваљујући успешној индустрији челика у Шефилду. Међутим, филм је прошао практично незапажено све док се Култардима продукција није обратила и дала им понуду од 400 фунти за могућност да неки од снимака њиховог филма буду укључени, што су они прихватили. Током 2008. City on the Move је објављен на ДВД-у под новим именом The Reel Monty.

### Језик
У филму је честа употреба британског сленга, а посебно шефилдерског дијалекта.
У филму се користе и друге дијалекатске речи; неки као што је неш (што значи особа необично подложна хладноћи) су распрострањени широм региона Северног Мидленда. Џенел (уличица) је локализам типичан за Шефилд.

## Објава

### Критички пријем
Филм је изненадио критичаре када је први пут објављен, придобивши скоро универзално признање, а потом је био номинован за Оскара за најбољи филм.
Пишући за Time Out New York у вези са импликацијама филма Ендрју Џонстон је изјавио: „ Монти је много мање груб него што звучи. Најсмешнији тренуци су често најсуптилнији, као када пет стриптизета, који стоје у реду за помоћ, не могу да се одупру да не плешу у месту када се на радију појави песма Доне Самерс Hot Stuff. Изненађујуће је мало разузданости, делом зато што филм не може да престане да мисли о женама као о непријатељима (бар је Монти мање увредљив од Brassed Off-а у томе). И освежавајуће,  дефиниција мушке везе у филму је довољно широка да дозволи да двојица младића пронађу љубав једно другом у загрљају."
Rotten Tomatoes наводи да је 96% критичара дало позитивну рецензију филму на основу 50 рецензија, са просечном оценом 7,50/10. На Metacritic-у, који филмове оцењује оценом до 100, филм има оцену 75 на основу 31 критике критичара, што указује на „генерално повољне критике“.

### Благајна
Када је филм објављен у Уједињеном Краљевству, био је на врху благајне тринаест недеља, поставши после девет недеља британски филм са највећом зарадом свих времена, надмашивши Четири венчања и сахрану. Такође је отворен на броју један у Аустралији где је остао пет недеља. У Француској је приказан у исто време када и Изгубљени свет: Парк из доба јуре и забележио је просек по биокоспу у од 16.699 долара, завршивши на трећем месту те недеље. 27. јануара 1998. надмашио је Парк из доба јуре и постао филм са највећом зарадом у Великој Британији.

### Признања и признања
Филм је освојио награду БАФТА за најбољи филм 1997. године, победивши претпостављене прве победнике Титаник и Поверљиво из Л. А. а Карлајл је освојио БАФТА награду за најбољу мушку улогу у главној улози. До голе коже је био номинован за укупно четири Оскара: најбољи филм, најбоља режија, најбоља оригинална музика и најбољи оригинални сценарио.
Године 1997, категорија Оскара за најбољу оригиналну музику подељена је у две категорије: драма и мјузикл или комедија. У сенци Титаника који је објављен исте године, филм је освојио само Оскара за најбољу музику за оригинални мјузикл или комедију, који је освојио Ен Дадли, при чему су Оскара за најбољи филм и режију добили Титаник и режисер Џејмс Камерон, док су Бен Афлек и Мет Дејмон освојили Оскара за најбољи оригинални сценарио за Добри Вил Хантинг. Филм је такође номинован за престижни Гран при Белгијског синдиката филмских критичара.
Године 1999. био је рангиран као #25 на БФИ листи 100 најбољих британских филмова. Године 2000. читаоци часописа Тотал Филм прогласили су До голе коже за 49. највећу филмску комедије свих времена. До те године је зарадио око 194 милиона фунти на благајнама широм света.

### Контроверзе
Новозеландски драмски писци Ентони Макартен и Стивен Синклер поднели су 1998. године тужбу од 180 милиона фунти против продуцената филма. Тврдили су да је филм очигледно нарушио њихову представу, Ladies Night, која је гостовала и у Британији и на Новом Зеланду. Ентони Макартен и Стивен Синклер направили су веб страницу на којој се налази њихова драма као одговор на изјаве продуцената филма који су тврдили да две продукције нису сличне. Основна права су приписана копродуценту, Полу Бакнору, а тужба је решена ван суда; као део споразума, угашена је веб страница.

## Музика
Оскар који је освојио Ен Дадли за најбољу музику био је изненађење, а неки критичари су се сматрали да је добијен незаслужено, с обзиром да је награда за оригиналну музику, а током већинеа незаборавних тренутака у филму су свирали хитови из џубокса. Дадли је компоновао музику у трајању од око 20 минута за филм. Боб Штраус је Оскара назвао „заслуженим“, док је Полин Реј сматрала да Дадлијева доња црта употпуњује познате хитове. Дадли је описао своју музику за филм Стивену Пулу:
Био је то тај конгломерат звукова — баритон саксофон, акустична гитара, хармоника [...] Образложење је било да су свих ових шест мушкараца различити, долазе из различитих средина, али у завршној сцени све функционише. Идеја је била да то ураде и инструменти - сви долазе са различитих места, али заправо функционишу...
Албум The Full Monty: Music from the Motion Picture Soundtrack укључује две оригиналне Дадлијеве песме плус поп хитове, укључујући обраду Тома Џонса за песму  You Can Leave Your Hat On, коју је наручио и продуцирао Дадли, који је раније сарађивао са Џонсом на обрада песме Kiss из 1988 
Године 1998. филм је у роман адаптирала британска списатељица Венди Холден.
Филм је адаптиран у истоимени бродвејски мјузикл из 2000. године; ликови и окружење су американизовани. Мјузикл је приказан на Вест Енду у Позоришту Принца од Велса 2002.
Такође је адаптиран у позоришну представу оригиналног сценаристе Сајмона Бофоја, која је отворена у Лицеум Театру у Шефилду 2. фебруара 2013, у режији уметничког директора Шефилд театра Данијела Еванса, пре него што је кренула на националну турнеју. Отворен је на Вест Енду у Ноел Кауард театру 25. фебруара 2014.
Међутим, упркос позитивним критикама, емисија је затворена 29. марта, а не планираног 14. јуна, након што је трајала нешто више од месец дана. Верзију на португалском језику прилагодио је бразилски новинар Артур Ксекео за позоришну представу у Бразилу. Ову верзију представе режирао је Тадеу Агијар, а дебитовала је у Бразилу 6. октобра 2015.
2017. године, двадесет година након објављивања филма, најављен је ITV специјал под називом The Real Full Monty у циљу подизања свести о раку простате и раку тестиса. Емитован је 15. јуна 2017. године, а глумили су Александар Армстронг, Ешли Банџо, Дени Џон-Џулс, Доминик Литлвуд, Елиот Рајт, Хари Џад, Марк Фостер, Метју Волфенден и Вејн Слип. Емисија се наставља сваке године од: The Real Full Monty and The Real Full Monty: Ladies' Night (2018), The All New Monty: Who Bares Wins (2019), The Real Full Monty on Ice (2020), Strictly The Real Full Monty (2021). Бањо је играо у свакој епизоди. Верзија До голе коже је продуцирана и за аустралијску публику, а учесници су аустралијске познате личности.
Године 2023, FX on Hulu и Disney+ објавили су ограничену телевизијску серију засновану на филму. Серију продуцирају Searchlight Television, FXP и Little Island Productions. Симон Беауфои је заслужан као креатор, писац и извршни продуцент. Оригинални чланови глумачке екипе поновили су своје улоге. Дана 2. јула 2022, Спир је уклоњен из серије због тврдњи о неприкладном понашању. Серија је премијерно приказана 14. јуна 2023.